# Respekt
 Respekt (ohled, uznání, úcta) (z lat. respectus od respicere, ohlížet se na něco) je vztah mezi lidmi, uznání silných stránek osobnosti. Respekt předpokládá, že člověk si nedovolí uškodit jinému člověku ani fyzicky, ani psychicky.
Respekt je důležitou součástí mravnosti. Ve vědomí společnosti respekt vyžaduje spravedlivost, rovnost práv, pozornost vůči zájmům a přesvědčením, svobodu. Potlačení těchto kvalit porušuje respekt. Ale smysl, způsob chápání těchto kvalit se v různých dobách lišil.
Podle Immanuela Kanta respekt určuje normu lidských vztahů ve větší míře, než sympatie; jenom na základě respektu lze dosáhnout vzájemného dorozumění.
Pojem „respekt“ byl také hodně analyzován vědci Emmanuelem Lévinasem nebo Martinem Buberem.

## Obecný význam
V běžné řeči „budit respekt“ – vzbuzovat úctu, vybízet k opatrnému jednání a zacházení. Opakem je bezohlednost nebo pohrdání.
Respekt je důležitý druh lidského postoje k jiným osobám, názorům i kulturám. Zahrnuje jisté dobrovolné sebeomezení a toleranci, ale ne proto, že by byl vůči nim lhostejný, nýbrž proto, že si jich váží a uznává jejich cenu, i když s jejich názory nebo postoji nemusí souhlasit. Na druhé straně neznamená obavu, a už vůbec ne strach. V této podobě je podmínkou občanského soužití, zejména v moderních kulturně smíšených společnostech. Proto patří v řadě zemí mezi cíle školní výchovy.
Postoj podobný respektu hledá dnes lidská společnost také vůči přírodě, v níž už nevidí jen zásobárnu surovin a místo k odkládání odpadů, nýbrž chápe, že její život na přírodě závisí a musí tedy respektovat její možnosti a zákonitosti. Také vědecké poznávání přírody už dnes neslouží jen k jejímu ovládání, ale také k odhalování těchto zákonitostí, k prevenci ekologických katastrof a k ideálu udržitelného rozvoje.